# Brylépudding

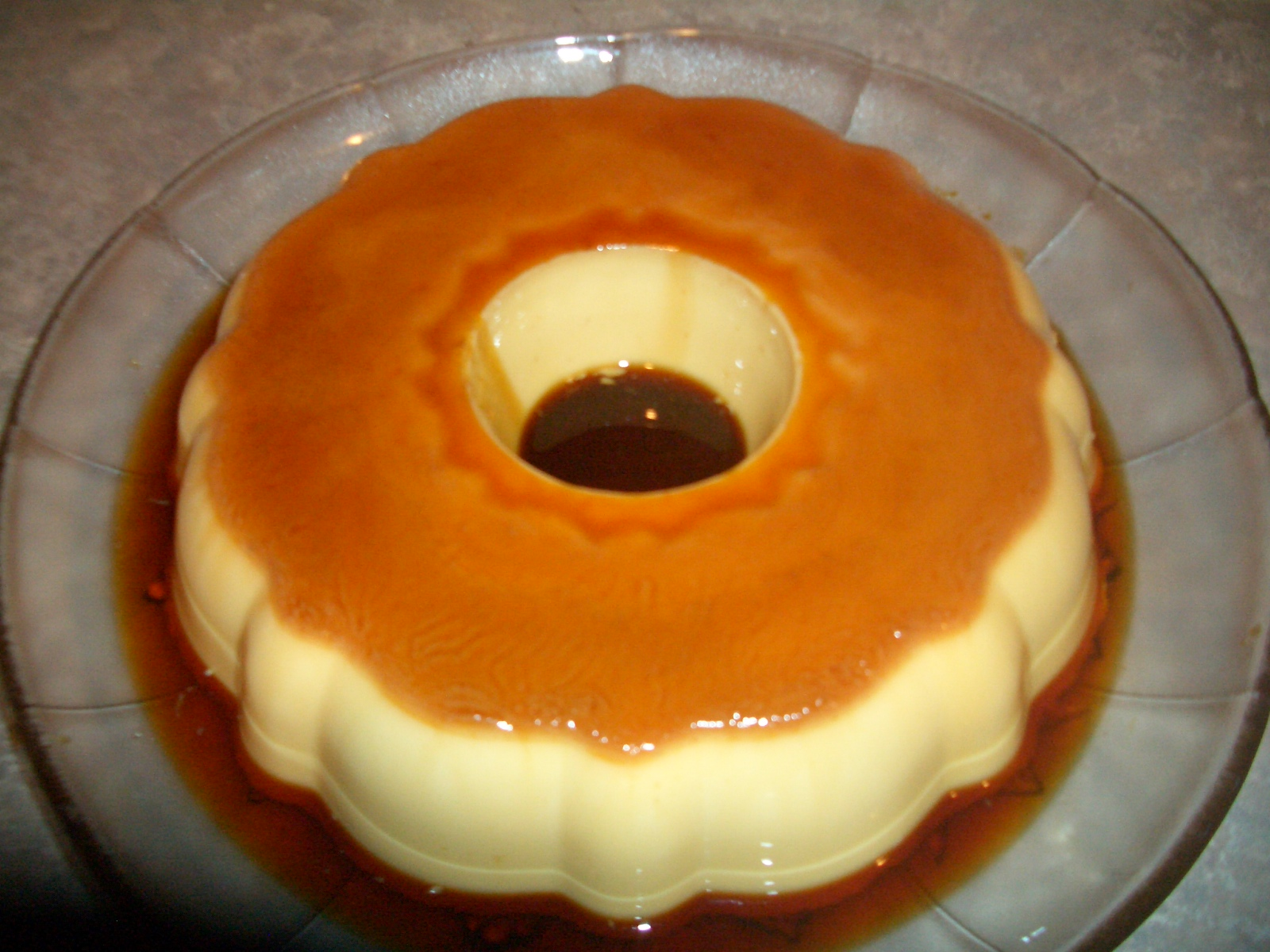
Brylépudding med karamellsås.

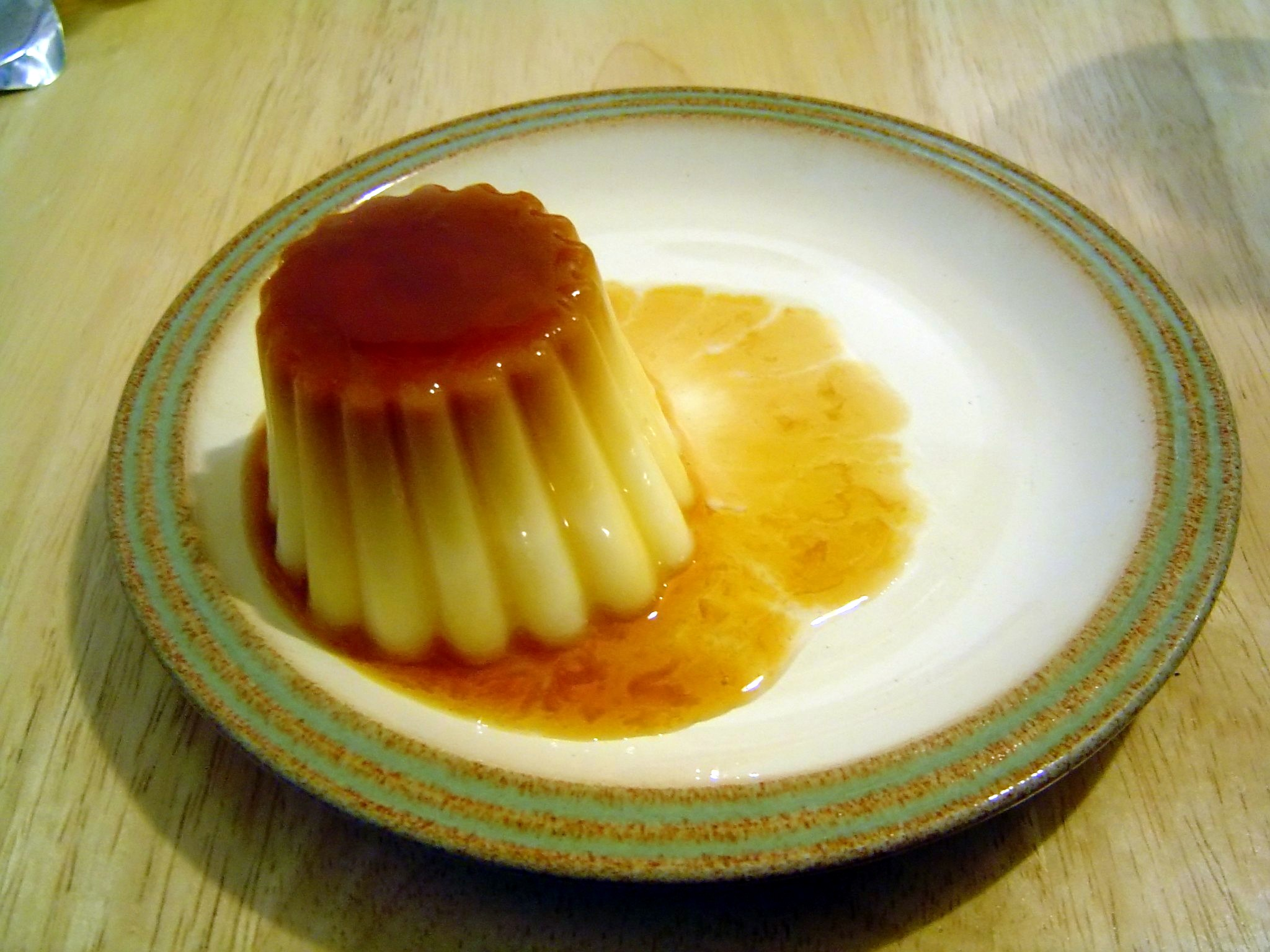
Brylépudding med karamellsås.

Brylépudding, brulépudding eller crème caramel, finlandssvenska: brylékräm är en ugnsbakad efterrätt gjord på ägg, socker, mjölk och/eller grädde som serveras kall med karamellsås.
Traditionellt skall puddingen serveras med den karamellsås som bildats i formen under gräddningen genom att den glaserats med brynt socker.
Insidan av en form penslas med brynt sockerglasyr. I formen hälls sedan en ljummen blandning av socker, mjölk och ägg, och detta tillagas i vattenbad i ugn. Efter det att puddingen svalnat stjälps den upp på ett fat för servering.
Ofta råder det begreppsförvirring kring begreppen brylépudding och crème brûlée, vilket är olika efterrätter men eftersom de ofta blandas ihop så används orden ibland för att beskriva båda rätterna. En klassisk brylépudding serveras uppstjälpt som en pudding med karamellsås medan crème brulée är mindre fast, serveras i formen, och har ett bränt lager av socker på ytan.
Ordet brylé kommer från franskans brûlée vilket betyder bränd, och syftar på såsen.
I en enklare variant kan äggen ersättas med gelatinblad, och rätten kallas då Mjölkbrylé.
Brylépudding kallas i Spanien för flan och är en av de mest kända och populära desserterna. Den utgör ett vanligt inslag i matsedeln på många restauranger.